# Dare ga Cover Yanen Anison Show
Dare ga Cover Yanen Anison Show é o décimo álbum de estúdio de Hironobu Kageyama. Foi lançado pela Lantis em 14 de fevereiro de 2018 e é é composto inteiramente por covers de músicas de outros cantores feitas para animes. Na mesma data, foi lançada a coletânea Kage chan Pack ~Kimi to Boku no Daikoushin~.

## Produção
Ainda parte da comemoração dos 40 anos de carreira do cantor, ele lançou uma música cover em versão acústica por mês e, ao fim, juntou tudo neste álbum. O álbum também foi lançado numa versão especial, uma caixa com 3CDs, e um DVD e Bluray.
Os CDs são, respectivamente, o álbum normal, versões totalmente instrumentais do mesmo, e uma coletânea de sucessos da Lantis. Já o Blu-ray contém filmagens do show especial de 40 anos realizado em setembro de 2017; e o DVD contendo making of do álbum A.O.R., making of de alguns shows ao vivo de Kageyama, videoclipe da música "CrossRoad" e um livro de fotos.

## Recepção
O CD Journal analisou o álbum e disse que há "temperos latinos, que remetem a um cenário de um filme de faroeste; assim como a música "Get Wild", cheia de elementos de jazz e blues. O primoroso arranjo acústico revela um estilo vocal especializado em expressar paixão!"
O álbum chegou à 86ª posição na Billboard Japan, e à 94ª no Oricon Albums Chart.

## Faixas
| N.º            | Título                                       | Letras                                    | Música                                        | Duração |  |
| 1.             | "Bara wa Utsukushi Kuchiru"                  | Michio Yamagami                           | Kenji Yamamoto e Koji Makaino                 | 3:32    |  |
| 2.             | "Uragiri no Yuuyake"                         | Taiji Sato                                | Sato e R・O・N                                | 3:42    |  |
| 3.             | "The Real Folk Blues"                        | Yuho Iwasato                              | Yoko Kanno e Yohgo Kohno                      | 4:22    |  |
| 4.             | "Koutekishu"                                 | Yuu Aku                                   | K. Yamamoto e Hiroshi Miyagawa                | 3:15    |  |
| 5.             | "Country Road"                               | Mamiko Suzuki (tradução) e Hayao Miyazaki | Bill Danoff, John Denver e Taffy Nivert       | 3:47    |  |
| 6.             | "Honoo no Takaramono"                        | Jun Hashimoto                             | Mika Watanabe e Yuji Ohno                     | 3:21    |  |
| 7.             | "Sougen no Marco"                            | Kazuo Fukazawa                            | Koichi Sekata e K. Yamamoto                   | 3:57    |  |
| 8.             | "Get Wild"                                   | Mitsuko Komuro                            | R・O・N e Tetsuya Komuro                      | 4:14    |  |
| 9.             | "Lupin Sansei Ai no Theme" (com Yoko Ishida) | Kazuya Senke                              | K. Yamamoto e Y. Ohno                         | 3:37    |  |
| 10.            | "God Knows..."                               | Aki Hata                                  | Tomohiro Nakatsuchi e Satoru Kousaki          | 5:05    |  |
| 11.            | "Growing Up"                                 | Etsuko Kisugi                             | Hijiri Anze e Takao Kisugi                    | 3:21    |  |
| 12.            | "Katsushika Rhapsody"                        | Yukinojo Mori                             | Kouhei Doujima e Kotaro Oshio                 | 2:53    |  |
| 13.            | "Kaze ni Hitori de"                          | Rin Iogi                                  | Kageyama, Daisuke Inoue e Yoshichika Kuriyama | 3:42    |  |
| Duração total: | Duração total:                               | Duração total:                            | Duração total:                                | 48:48   |  |